# María Antonia de Jesús Tirado
María Antonia de Jesús Tirado fue una religiosa católica fundadora de la congregación de las Dominicas del Santísimo Sacramento. Nació en Jerez de la Frontera (Cádiz)el 13 de diciembre  en 1740 y falleció el 19 de abril de 1810. 

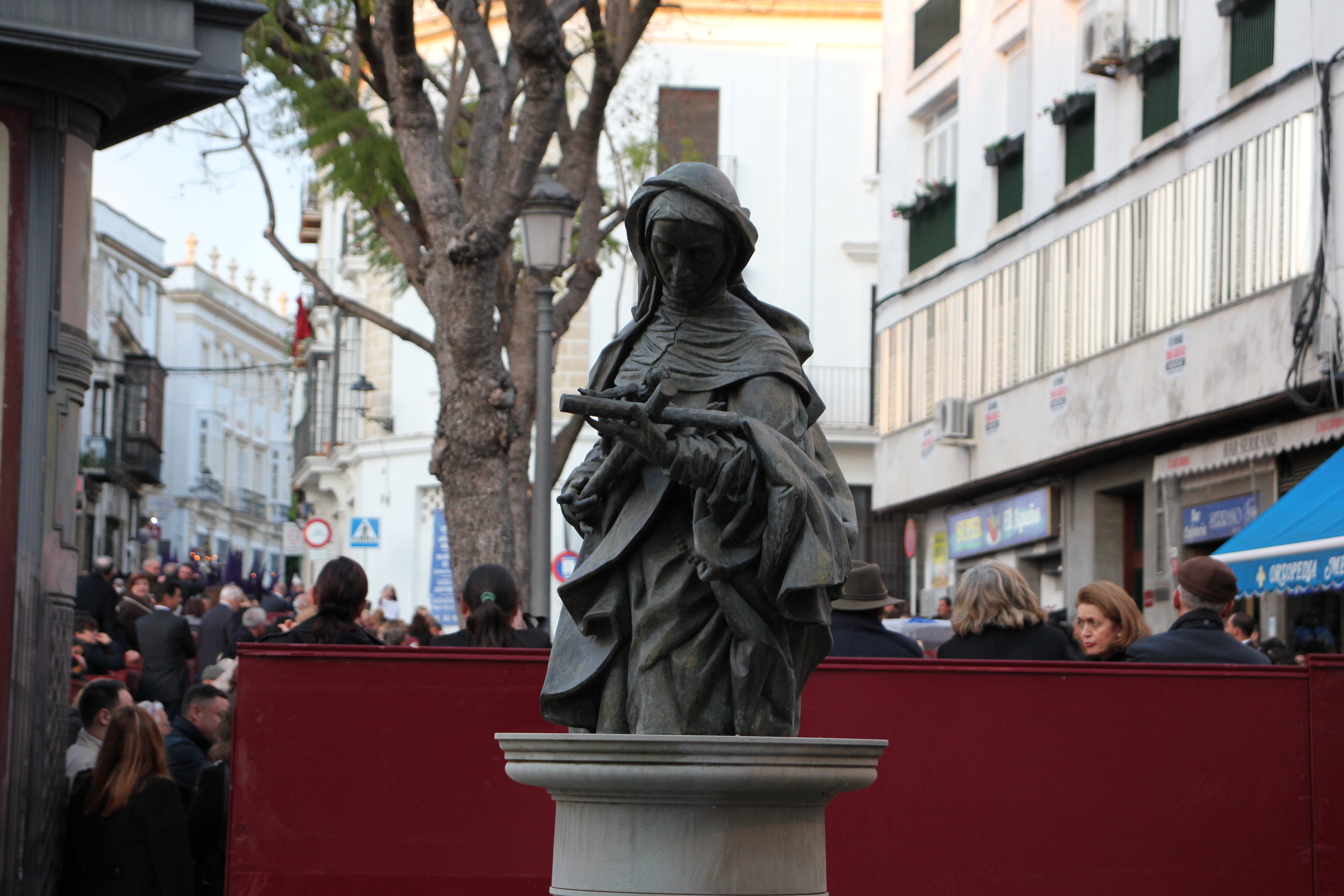
Monumento

## Biografía

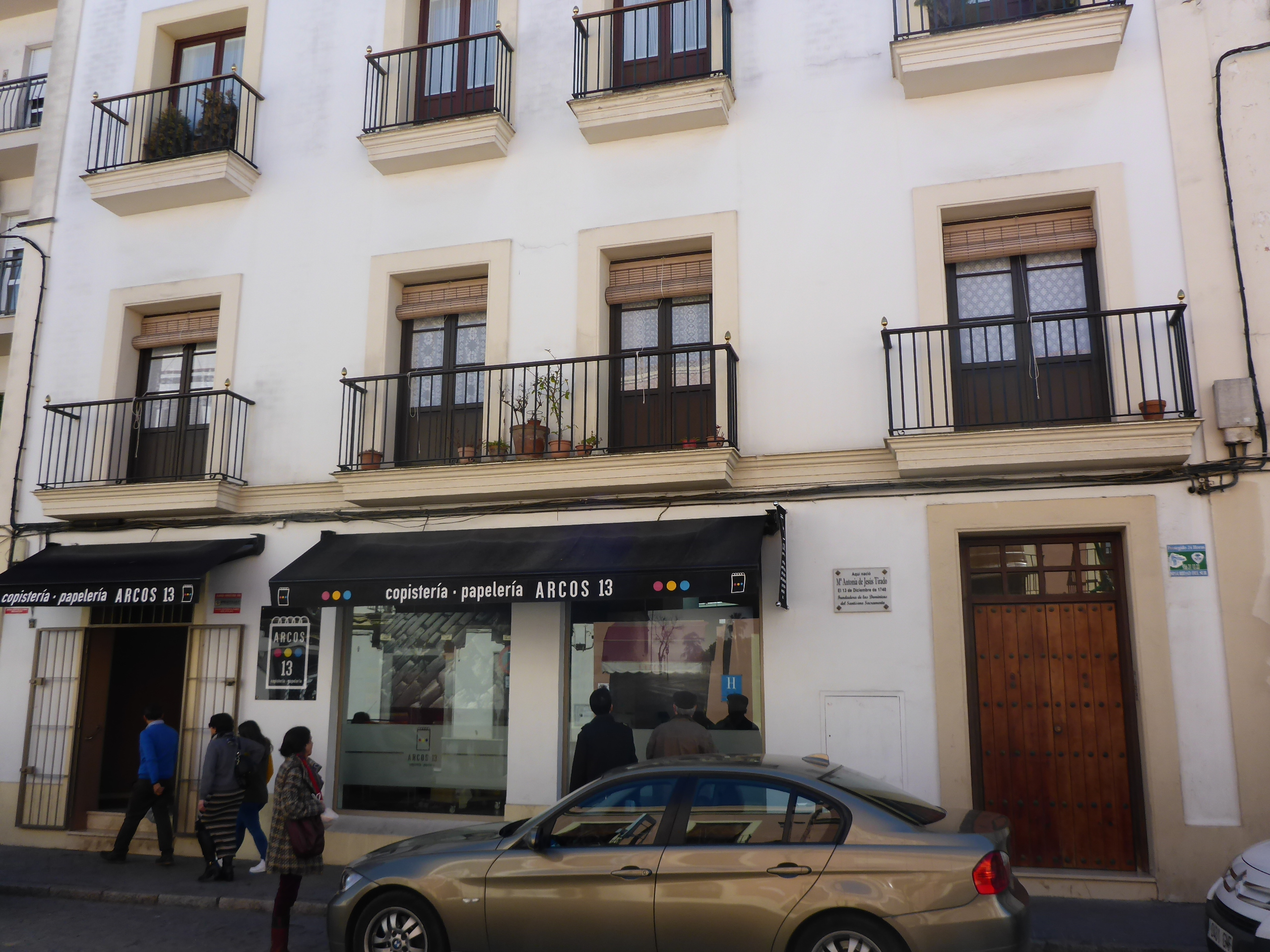
Casa natal

María Antonia fue hermana de dos sacerdotes, y pronto se hizo hermana de la Orden Tercera de Santo Domingo.
Decidió fundar un colegio para la enseñanza de los más necesitados en su casa (colegio llamado el "Beaterio"). Este colegio sigue existiendo, ya bicentenario, y en él se encuentra enterrada María Antonia.
Fue una gran mística, y decidió fundar su propia congregación, las Dominicas del Santísimo Sacramento única originada en Jerez de la Frontera.
De ella dijo Fray Diego José de Cádiz que «esa criatura que es un tesoro que guarda Jerez».

## Homenajes
Tiene una calle con su nombre en Jerez de la Frontera., y se ha realizado un monumento.